# Neoporus hebes
Neoporus hebes är en skalbaggsart som först beskrevs av Henry Clinton Fall 1923.  Neoporus hebes ingår i släktet Neoporus och familjen dykare. Inga underarter finns listade i Catalogue of Life.